# 基艾拉·貝倫
基艾拉·貝倫（英語：Kiara Belen；1990年3月16日—），美國模特兒，為《全美超級模特兒新秀大賽》第十九季的亞軍。她是來自拉斯維加斯的參賽者。

## 全美超級模特兒新秀大賽
2012年，基艾拉參與全美超級模特兒新秀大賽第十九季。